# Liste der Biografien/Gli
Liste der Biografien |
Portal Biografien |
Personensuche
# |
A |
B |
C |
D |
E |
F |
G |
H |
I |
J |
K |
L |
M |
N |
O |
P |
Q |
R |
S |
T |
U |
V |
W |
X |
Y |
Z |
?
 
Ga |
Gb |
Gc |
Gd |
Ge |
Gf |
Gh |
Gi |
Gj |
Gk |
Gl |
Gm |
Gn |
Go |
Gp |
Gq |
Gr |
Gs |
Gu |
Gv |
Gw |
Gy |
Gz
 
Gla |
Glc |
Gle |
Gli |
Glo |
Glu |
Glv |
Gly
Die Liste der Biografien führt alle Personen auf, die in der deutschsprachigen Wikipedia einen Artikel haben. Dieses ist eine Teilliste mit 155 Einträgen von Personen, deren Namen mit den Buchstaben „Gli“ beginnt.

## Gli

### Glia
- Gliaugir (* 1954), deutscher Bildender Künstler, Illustrator, Grafik-Designer und Musiker

### Glib
- Glibo, Kristjan (* 1982), deutscher FußballspielerKristjan Glibo (* 1982)

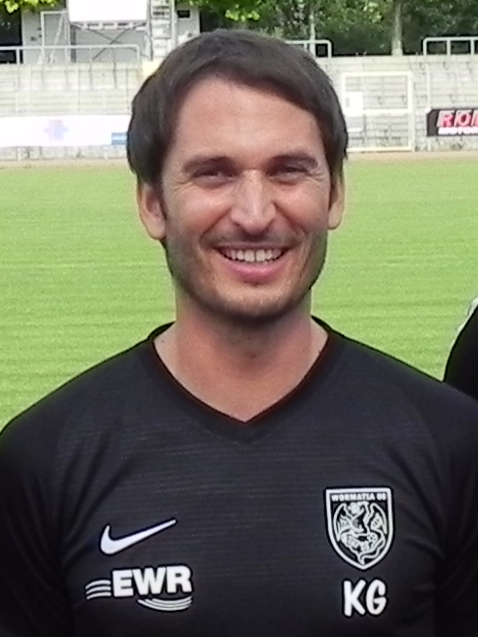
Kristjan Glibo (* 1982)

### Glic
- Glicenstein, Henryk (1870–1942), polnisch-US-amerikanischer Bildhauer, Radierer und Maler
- Glich von Milziz, Johannes der Jüngere (1557–1624), Bürgermeister
- Glick, Allen (* 1942), US-amerikanischer Kasinoeigentümer
- Glick, Deborah (* 1950), US-amerikanische Politikerin
- Glick, Gary (1930–2015), US-amerikanischer American-Football-Spieler
- Glick, George Washington (1827–1911), US-amerikanischer Politiker
- Glick, Gideon (* 1988), US-amerikanischer Schauspieler
- Glick, Jehuda (* 1965), israelischer orthodoxer Rabbiner, Fremdenführer und ist als Mitglied des Likud Abgeordneter der Knesset
- Glick, Srul Irving (1934–2002), kanadischer Komponist, Radioproduzent, Dirigent und Lehrer
- Glicken, Harry (1958–1991), US-amerikanischer Vulkanologe
- Glickenhaus, James (* 1950), US-amerikanischer Regisseur, Drehbuchautor, Produzent und Investment-Manager
- Glicker, Danny, US-amerikanischer Kostümbildner
- Glickman, Dan (* 1944), US-amerikanischer Politiker
- Glickman, Dov (* 1949), israelischer Film- und TheaterschauspielerDov Glickman (* 1949)

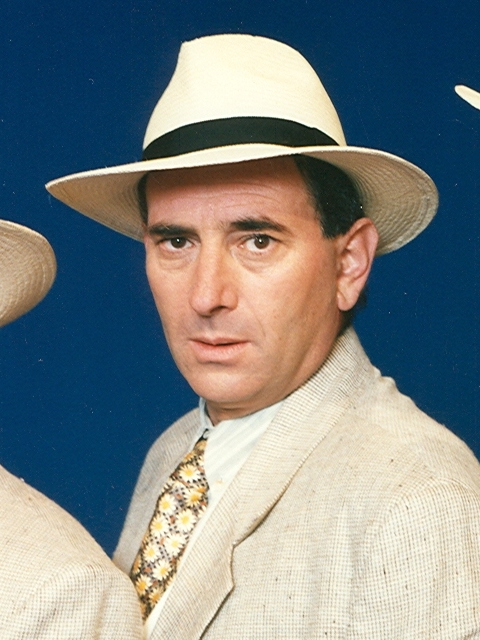
Dov Glickman (* 1949)

- Glickman, Fred (1903–1981), US-amerikanischer Komponist, Liedtexter und Geiger
- Glickman, Harry (1910–1996), US-amerikanischer Geiger
- Glickman, Nora (* 1944), argentinisch-amerikanische Literaturwissenschaftlerin
- Glickman, Richard B. (1926–2018), US-amerikanischer Filmtechniker, Ingenieur und Erfinder
- Glickman, Stephen Kramer (* 1979), US-amerikanischer Schauspieler und Stand-up-Comedian
- Glickstein, Shlomo (* 1958), israelischer Tennisspieler

### Glid
- Glidden, Charles Jasper (1857–1927), US-amerikanischer Telefon-Pionier
- Glidden, Joseph (1813–1906), US-amerikanischer Farmer, der den Stacheldraht patentieren ließ
- Glidden, Sarah (* 1980), US-amerikanische Comic-Journalistin
- Glidden, William T. (1805–1893), US-amerikanischer Kapitän, Schiffs- und Eisenbahnmanager
- Gliddon, George (1809–1857), britisch-amerikanischer Ägyptologe und Rassentheoretiker

### Glie
- Gliebe, Erich (* 1963), US-amerikanischer Neo-Nazi-Aktivist
- Gliebe, Josef (1873–1960), Gottscheer Priester und Publizist
- Glieder, Edi (* 1969), österreichischer Fußballspieler und -trainer
- Gliege, Eugen (* 1949), deutscher Presse- und Comiczeichner
- Gliem, Fritz (1934–2020), deutscher Elektrotechniker und Hochschullehrer, Pionier der Raumfahrtelektronik in Deutschland
- Gliem, Wilfried (* 1946), deutscher Volksmusikinterpret, Mitglied der Wildecker Herzbuben
- Gliemann, Albert (1822–1871), deutscher Historien-, Genre- und Porträtmaler
- Gliemann, Günter (1931–1990), deutscher Chemiker (Theoretische Chemie)
- Gliemeroth, Georg (1907–1982), deutscher Pflanzenbauwissenschaftler
- Gliemeroth, Götz (* 1943), deutscher Generalleutnant
- Glienewinkel, Christian (* 1985), deutscher Springreiter
- Glienke, Amelie (* 1945), deutsche Malerin, Grafikerin, Karikaturistin und Illustratorin
- Glienke, Bernhard (1941–1996), deutscher Skandinavist und Hochschullehrer
- Glienke, Ferdinand August (1854–1937), deutscher Landschaftsmaler und Aquarellist
- Glier, Friedrich (1891–1953), deutscher Lehrer, Organist, Komponist und Sammler vogtländischer Melodien
- Glier, Ingeborg (1934–2017), deutsch-amerikanische Germanistin
- Glier, Johann Wilhelm Rudolph (1793–1873), Holzblasinstrumentenmacher, Musikalienhändler
- Glière, Reinhold Moritzewitsch (1875–1956), russischer KomponistReinhold Moritzewitsch Glière (1875–1956)

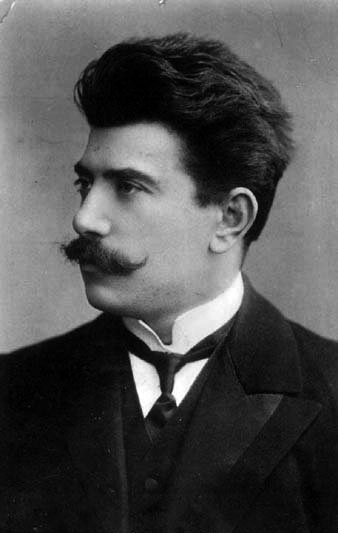
Reinhold Moritzewitsch Glière (1875–1956)

- Gliese, Andreas (* 1968), deutscher Politiker (CDU), MdL
- Gliese, Carsten (* 1965), deutscher Künstler
- Gliese, Rochus (1891–1978), deutscher Bühnenbildner und Filmregisseur
- Gliese, Wilhelm (1915–1993), deutscher Astronom
- Glietsch, Dieter (* 1947), deutscher Polizeipräsident von Berlin
- Gliewe, Siegfried (1902–1982), deutscher Schriftsteller

### Glif
- Glifberg, Rune (* 1974), dänischer SkateboarderRune Glifberg (* 1974)

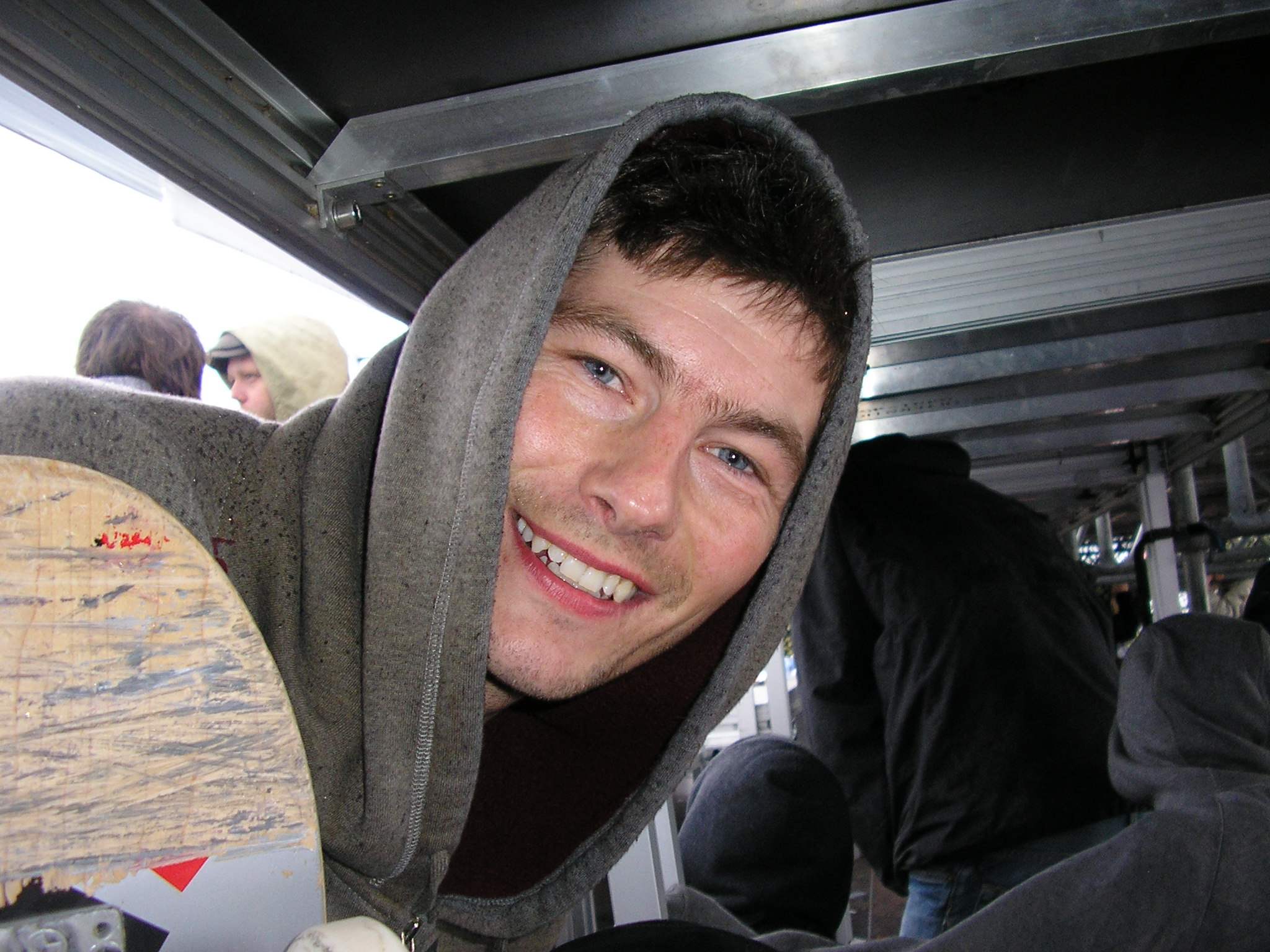
Rune Glifberg (* 1974)

### Glig
- Gliga, Marius (* 1966), rumänischer Eishockeyspieler, -trainer und -funktionär
- Gliga, Roberto (* 1993), rumänischer Eishockeyspieler
- Gligić, Ana (1934–2025), jugoslawische bzw. serbische Virologin
- Gligorić, Svetozar (1923–2012), jugoslawischer Schachspieler
- Gligorijević, Hadži Prodan († 1825), serbischer Fürst und Militärperson
- Gligorov, Kiro (1917–2012), mazedonischer Politiker
- Gligorov, Nikola (* 1983), mazedonischer Fußballspieler
- Gligorovski, Petar (1938–1995), mazedonischer Maler und Animator

### Glih
- Gliha, Primož (* 1967), jugoslawischer, später slowenischer, Fußballspieler und -trainer

### Glik
- Glik, Hirsch (1922–1944), jüdischer Lyriker
- Glik, Kamil (* 1988), polnischer FußballspielerKamil Glik (* 1988)

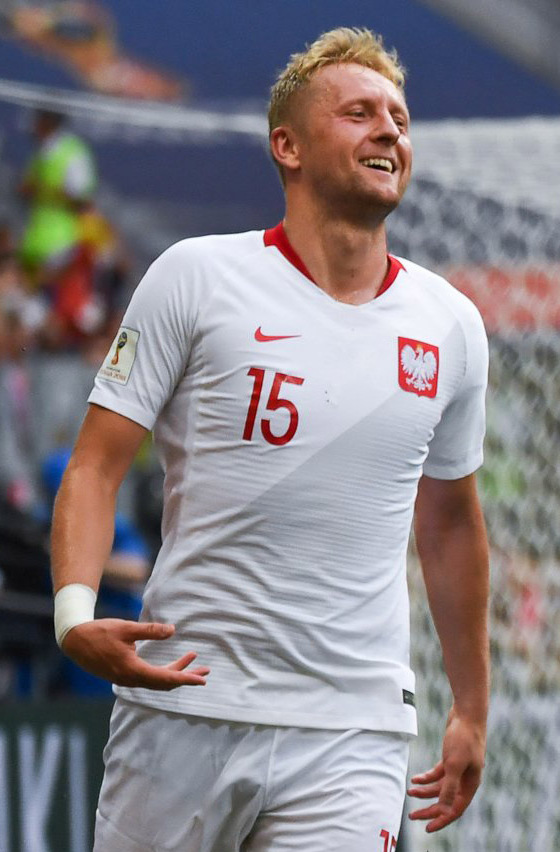
Kamil Glik (* 1988)

- Glikl bas Judah Leib († 1724), deutsche Kauffrau
- Glikman, Ekaterina (* 1980), russische Journalistin
- Glikman, Leonid Sergejewitsch (1929–2000), russischer Paläichthyologe

### Glim
- Glimakowa, Irina Alexandrowna (* 1993), russische Tennisspielerin
- Glimbovski, Milena (* 1990), deutsche Unternehmerin, Autorin und Zero Waste-Aktivistin
- Glimcher, Arne (* 1938), US-amerikanischer Filmregisseur und Filmproduzent
- Glimcher, Laurie H. (* 1951), US-amerikanische Immunologin
- Glimes, Edgar de (1871–1941), deutscher Komponist und Pianist
- Glimm, James (* 1934), US-amerikanischer mathematischer Physiker
- Glimm, Werner (* 1886), deutscher Eishockeyspieler
- Glimmann, George Wilhelm (1802–1876), deutscher Finanzbeamter und Ornithologe
- Glimmenvall, Daniel (* 1974), schwedischer Eishockeyspieler
- Glimsdal, Sylfest (* 1966), norwegischer Biathlet

### Glin
- Glindemann, Heinrich († 1877), deutscher Maler
- Glindemann, Ib (1934–2019), dänischer Komponist und Orchesterleiter
- Glines, John (1933–2018), US-amerikanischer Drehbuchschreiber, Autor, Dramatiker und Theaterproduzent
- Glineur, Henri (1899–1978), belgischer KZ-Häftling und kommunistischer Politiker
- Glineux, Louis (* 1849), belgischer Bogenschütze
- Glinger, Adolf (1873–1944), österreichischer Possen- und Jargonautor sowie Schauspieler
- Glinin, Almut (* 1954), deutsche Künstlerin
- Glink, Franz Xaver (1795–1873), deutscher Historien- und Kirchenmaler
- Glinka, Dmitri Borissowitsch (1917–1979), sowjetischer Jagdflieger und zweifacher Held der Sowjetunion
- Glinka, Fjodor Nikolajewitsch (1786–1880), russischer Schriftsteller
- Glinka, Jelisaweta Petrowna (1962–2016), russische Ärztin und humanitäre Aktivistin
- Glinka, Jürgen (1940–2022), deutscher Fußballspieler
- Glinka, Luis (* 1938), argentinischer römisch-katholischer Theologe ukrainischer Abstammung
- Glinka, Małgorzata (* 1978), polnische Volleyballspielerin
- Glinka, Michail Iwanowitsch (1804–1857), russischer KomponistMichail Iwanowitsch Glinka (1804–1857)

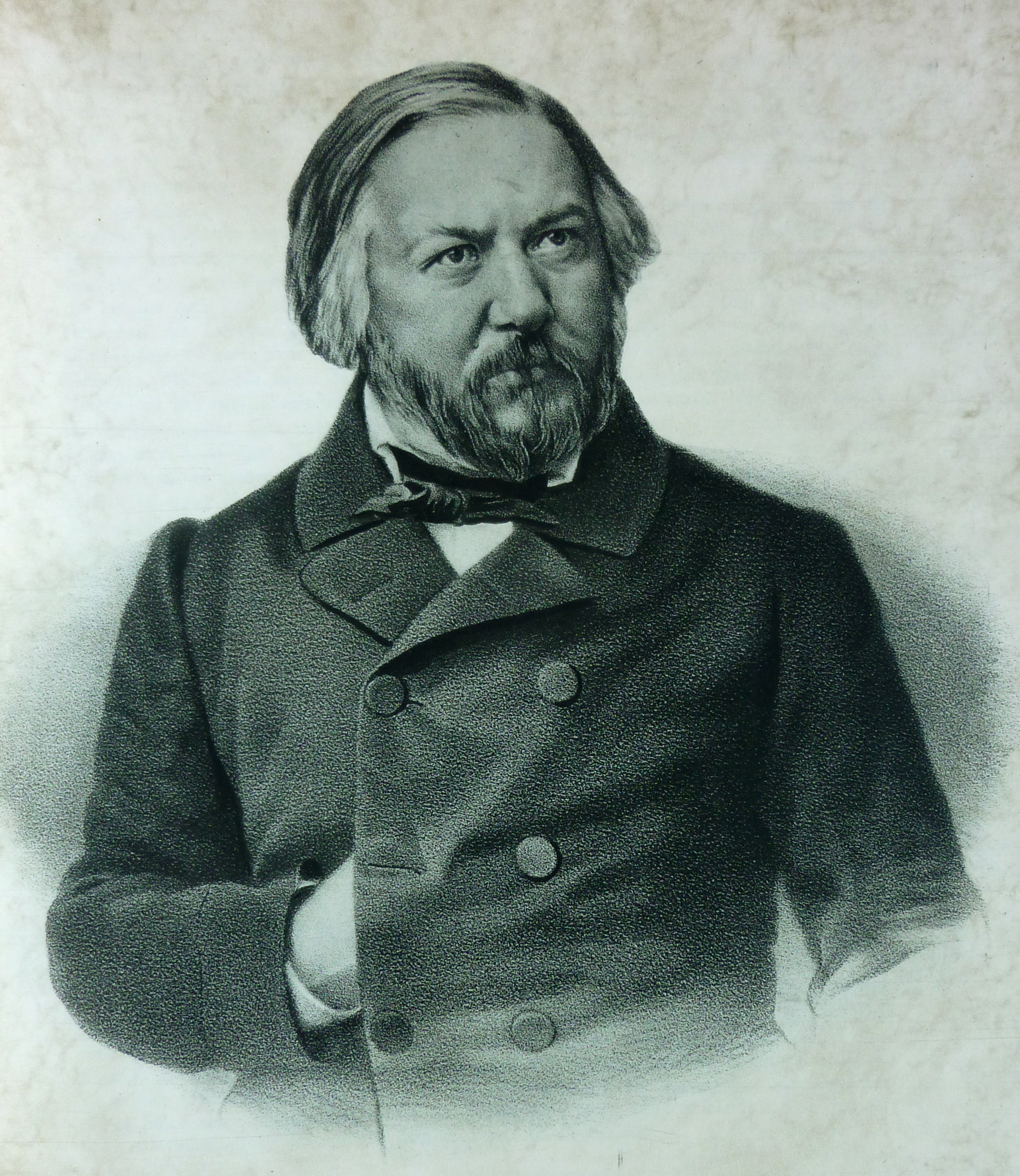
Michail Iwanowitsch Glinka (1804–1857)

- Glinka, Sergei Nikolajewitsch († 1847), russischer Schriftsteller
- Glinka, Uwe, deutscher Autor mehrerer Sparratgeber
- Glinka, Vanessa (* 1977), deutsche Schauspielerin
- Glinka, Waldemar (* 1968), polnischer Langstreckenläufer
- Glinka, Wladimir Andrejewitsch (1790–1862), russischer General der Artillerie und Bergbauunternehmer
- Glinker, Jan (* 1984), deutscher Fußballspieler
- Glinker, Sven (* 1981), deutscher Volleyballspieler
- Glinkin, Anton Wladimirowitsch (* 1988), russischer Eishockeyspieler
- Glinne, Ernest (1931–2009), belgischer Politiker, MdEP und Minister
- Glinos, Dimitris (1882–1943), griechischer Philosoph, Politiker, Erzieher und Widerstandskämpfer gegen den Nationalsozialismus
- Glins, Taco van (1619–1673), niederländischer Rechtswissenschaftler
- Glinskaja, Helena († 1538), Regentin von RusslandHelena Glinskaja († 1538)

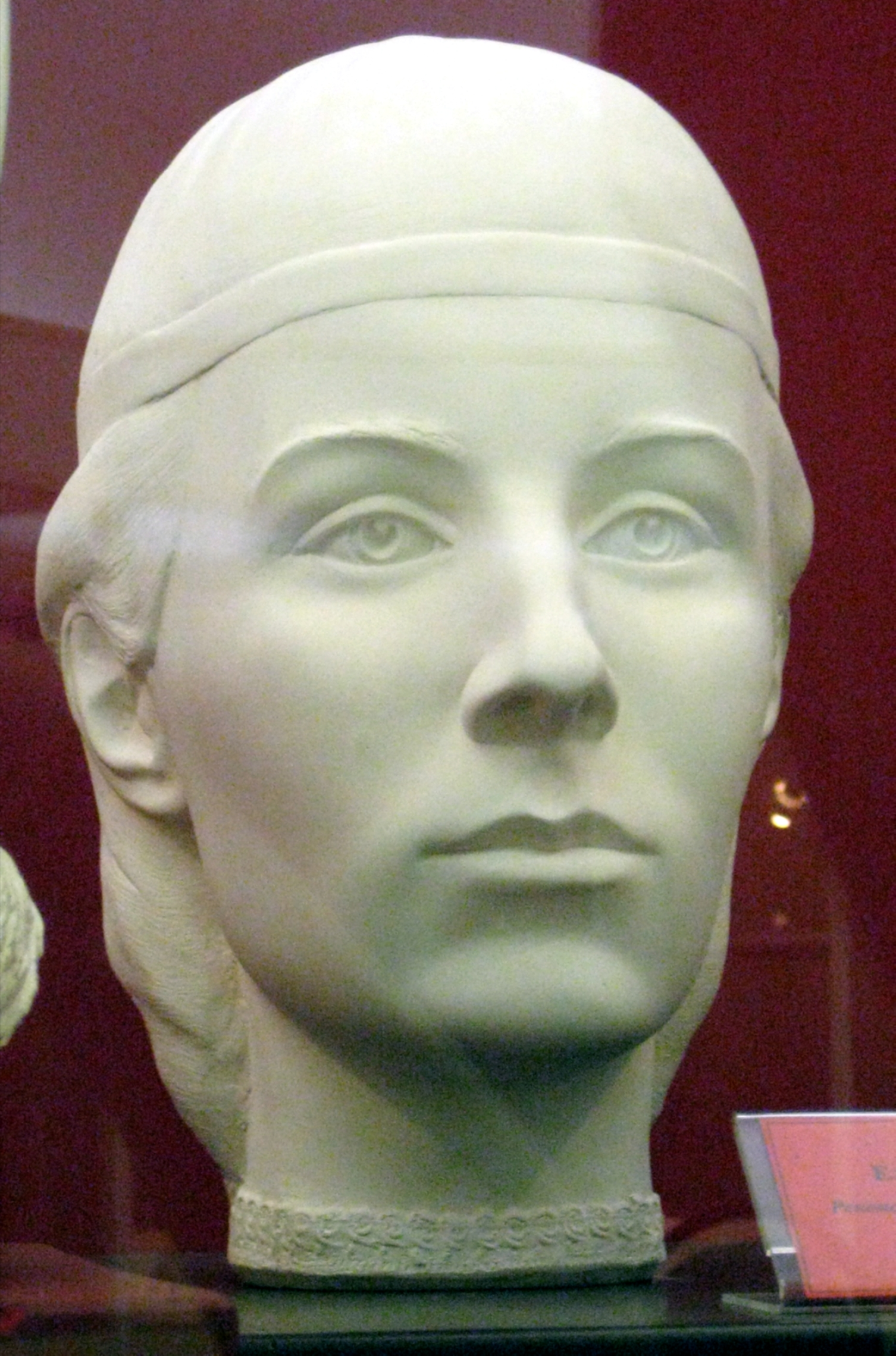
Helena Glinskaja († 1538)

- Glinski, Michail Lwowitsch († 1534), litauischer Adeliger, Fürst, moskowitischer Bojar und Heerführer
- Gliński, Mirosław (1941–2020), polnischer Museumsdirektor in Stutthof und Danzig
- Gliński, Piotr (* 1954), polnischer Politiker, Mitglied des Sejm
- Gliński, Rafał (* 1982), polnischer Handballspieler
- Gliński, Robert (* 1952), polnischer Filmregisseur und Rektor der Filmhochschule Łódź
- Gliński, Wieńczysław (1921–2008), polnischer Schauspieler
- Glinskis, Juozas (* 1933), litauischer Dichter
- Glinton, Gavin (* 1979), britischer Fußballspieler von den Turks- und Caicosinseln
- Glintzer, Emmy (1899–1992), deutsche Malerin und Gebrauchsgrafikerin
- Glinz, Gustav Adolf (1877–1933), Schweizer reformierter Pfarrer und evangelisch-hochkirchlicher Bischof in der Sukzession des Joseph René Vilatte
- Glinz, Hans (1913–2008), Schweizer Sprachwissenschaftler und Germanist
- Glinz, Karl (1877–1937), deutscher Bergingenieur, Hochschullehrer und Unternehmer
- Glinz, Theo (1890–1962), Schweizer Maler
- Glinzer, Carl (1802–1878), deutscher romantischer Maler
- Glinzer, Hanna (1874–1961), deutsche Schulleiterin

### Glio
- Glionna, Benedetta (* 1999), italienische Fußballspielerin
- Gliori, Debi (* 1959), schottische Schriftstellerin

### Glir
- Glira, Daniel (* 1994), italienischer Eishockeyspieler

### Glis
- Glisczinski, Hans August von (1803–1886), preußischer Generalleutnant und Direktor des Allgemeines Kriegsdepartements in Kriegsministeriums
- Glisczynski, Bernhard von (1912–1992), deutscher Bauingenieur, Manager und Denkmalschützer
- Glisczynski, Emil von (1804–1885), preußischer Generalleutnant
- Glisczynski, Götz von (1942–2004), deutscher Jurist und Autor von Fachliteratur für das Baugewerbe
- Glišić, Milovan (1847–1908), serbischer Schriftsteller, Übersetzer und Journalist
- Glismut († 924), ostfränkische Adelige, Mutter von Konrad I. (Ostfrankenreich)
- Glissant, Édouard (1928–2011), französischer Schriftsteller, Dichter und PhilosophÉdouard Glissant (1928–2011)

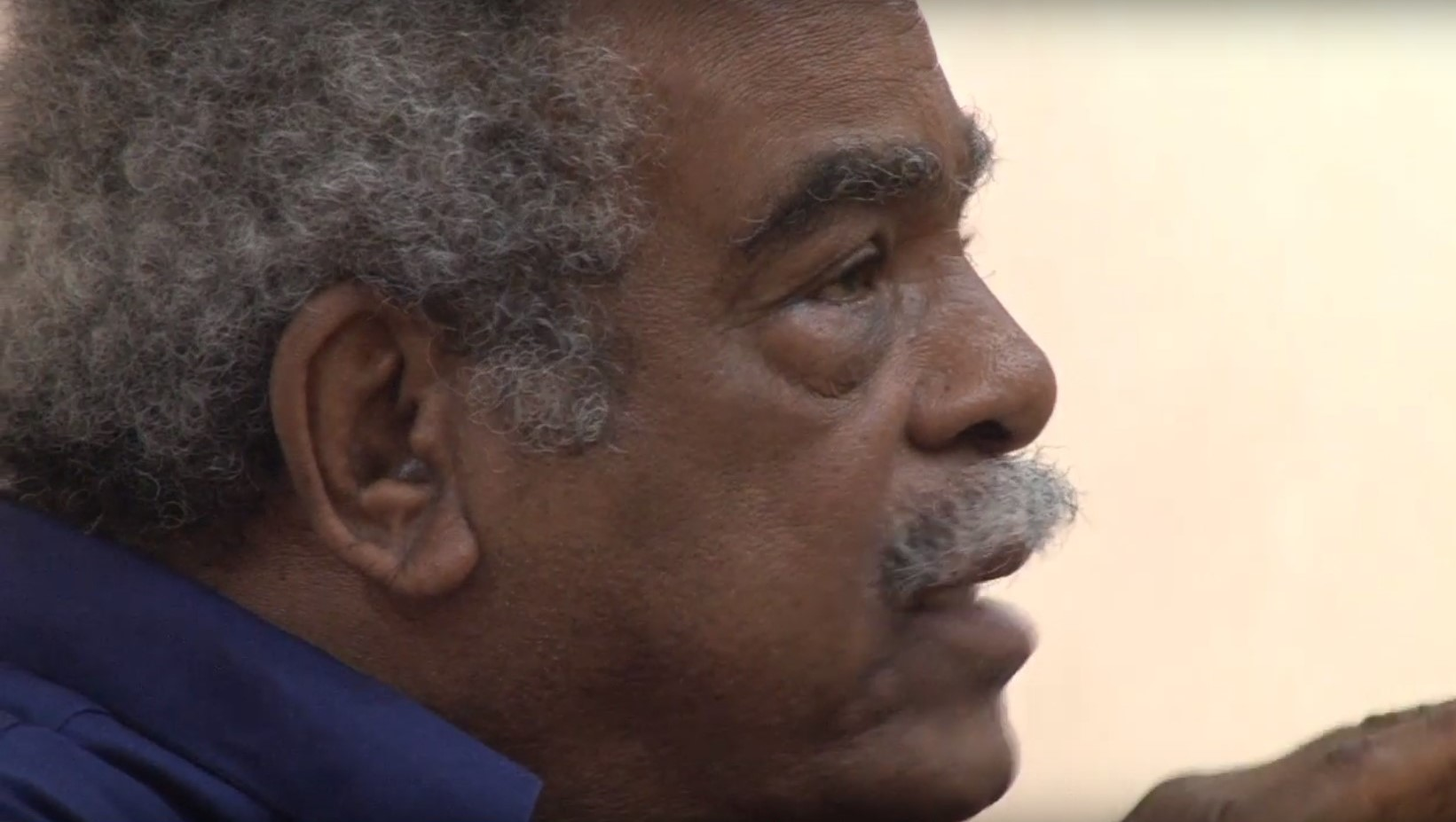
Édouard Glissant (1928–2011)

- Glissmann, Anni (1900–1959), deutsche Kunstgewerblerin und Keramikerin
- Glißmann, Birte (* 1992), deutsche Juristin und Politikerin (CDU)
- Glissmann, Gerd (* 1945), deutscher Zuhälter
- Glissmann, Hans (1894–1956), deutscher Bildhauer
- Glissmann, Henry (* 1898), deutscher Politiker
- Glissmeyer, Carl (* 1831), deutscher Goldschmied
- Glißmeyer, Hans (1936–2008), deutscher Architekt und Hochschullehrer
- Glisson, Francis (1596–1677), englischer Anatom und Physiologe
- Glistrup, Mogens (1926–2008), dänischer Politiker, Mitglied des Folketing
- Gliszczynski, Anton (1766–1835), polnischer Graf und Staatsmann

### Glit
- Glitius Atilius Agricola, Quintus, römischer Senator
- Glitman, Maynard Wayne (1933–2010), US-amerikanischer Diplomat
- Glitscher, Karl (1886–1945), deutscher Physiker und Mitbegründer der Quantenmechanik
- Glittenberg, Marianne, deutsche Kostümbildnerin
- Glittenberg, Rolf (* 1945), deutscher Bühnenbildner
- Glitter, Gary (* 1944), britischer Glam-Rock-MusikerGary Glitter (* 1944)

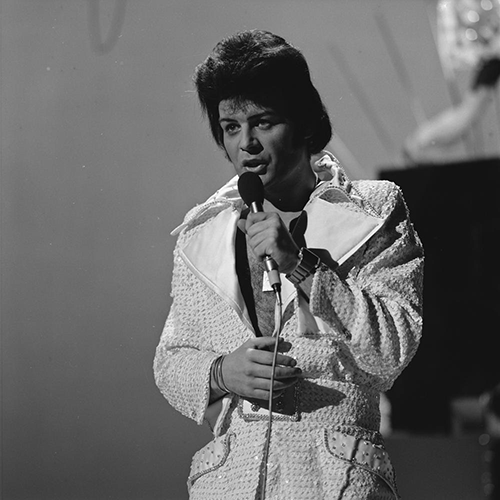
Gary Glitter (* 1944)

- Glitz, Angelika (* 1966), deutsche Kinderbuchautorin
- Glitza, Adolf (1820–1894), deutscher evangelisch-lutherischer Geistlicher und Kunstsammler
- Glitza, Friedrich (1813–1897), deutscher Pädagoge und Politiker
- Glitzner, Horst (1936–2002), deutscher Maler und Grafiker

### Gliu
- Gliubich, Vittorio (1902–1984), italienischer Ruderer

### Gliv
- Glivar, Gal (* 2002), slowenischer Radrennfahrer
- Glivar, Srečko (* 1966), jugoslawischer Radrennfahrer

### Gliw
- Gliwa, Sylwia (* 1978), polnische Schauspielerin
- Gliwenko, Waleri Iwanowitsch (1897–1940), russischer Mathematiker und Logiker
- Gliwitzky, Christian, deutscher Klassischer Archäologe

### Gliz
- Gliznuța, Ina (* 1973), moldauische Hochspringerin